# Stanisław Sokołowski (partyzant)
Stanisław Sokołowski, ps. „Rolnik”, (ur. 27 stycznia 1913 w Rejowcu, zm. 24 listopada 1945 w Niemienicach) – polski sportowiec, żołnierz i weteran wojny obronnej Polski, żołnierz Batalionów Chłopskich, organizator i uczestnik ataku na niemieckie więzienie w Krasnymstawie.

## Życiorys
Urodził się w Rejowcu, ojciec był kolejarzem. Po przeprowadzce do Zamościa, w 1935 ukończył miejscowe gimnazjum. W czasie agresji niemiecko-słowacko-radzieckiej na Polskę w 1939 dowodził jednym z plutonów należącym do 9 Pułku Piechoty Wojska Polskiego. 
W czasie okupacji niemieckiej wstąpił w szeregii Batalionów Chłopskich. W ruchu oporu używał pseudonimu Rolnik. W 1943 roku zasynął z dowodzenia akcją na więzienie w Krasnymstawie. W czasie brawurowej akcji wszedł do więzienia przebrany w niemiecki mundur. Dowodzony przez niego oddział Batalionów Chłopskich uwolnił z więzienia około 300 Polaków przetrzymywanych przez reżim III Rzeszy.  
W okresie Polski Ludowej związany z działalnością antykomunistyczną. Pochowany został na cmentarzu w Krasnymstawie.  